# Journal of Signal Processing Systems
Journal of Signal Processing Systems is een internationaal, aan collegiale toetsing onderworpen wetenschappelijk tijdschrift op het gebied van de signaalanalyse. De naam wordt in literatuurverwijzingen meestal afgekort tot J. Signal Process. Syst. Het wordt uitgegeven door Springer Science+Business Media en verschijnt maandelijks.